# Jacques Boucher de Perthes

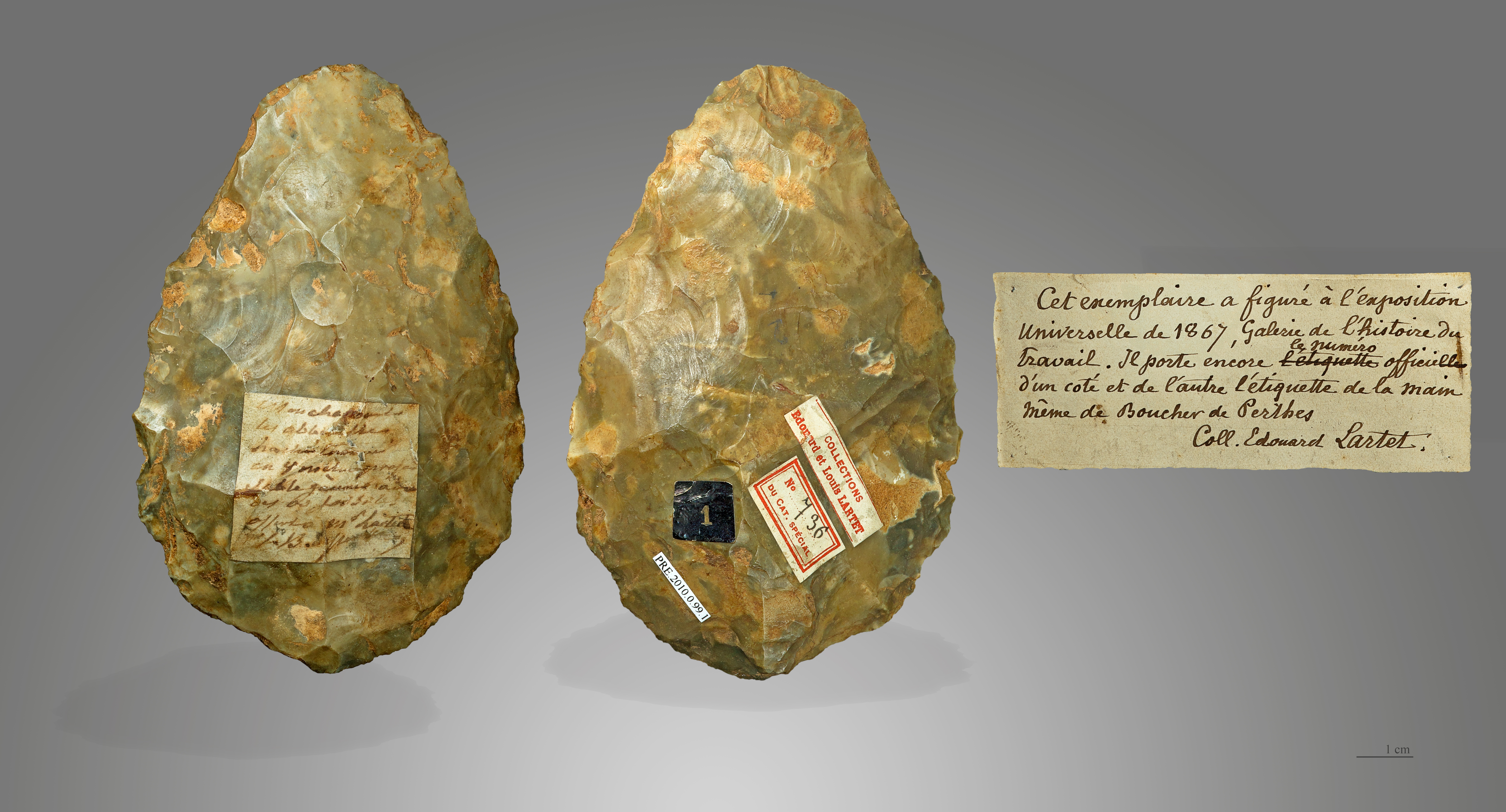
Bifaz de Menchecourt-les-Abbeville, en la Exposición Universal de 1867.

Jacques Boucher de Perthes, cuyo verdadero nombre era Jacques Boucher de Crèvecœur, nacido en Perthes el 10 de septiembre de 1788 y fallecido en Abbeville el 5 de agosto de 1868, primogénito del botánico Jules Armand Guillaume Boucher de Crèvecœur, fue un geólogo francés y uno de los primeros arqueólogos en el sentido moderno de la acepción.
Trabajó como funcionario de aduanas, residiendo varios años en Italia. En su tiempo libre estudió prehistoria. Ya a su regreso a Francia, en el año 1830 descubrió en el valle del Somme restos de trabajos en piedra de sociedades prehistóricas, hallazgo que no desveló hasta 1846.
El 1847 empezó a redactar su obra en tres volúmenes titulado Antiquités celtiques et antediluviennes, donde fue el primero al establecer la existencia del ser humano durante la etapa final del Pleistoceno o primer periodo del Cuaternario, trabajo y hallazgos no ratificados hasta años después por Jean Paul Rigollot en 1855 y Joseph Prestwich en 1859, debido a las deficiencias metodológicas en su trabajo.

## Obras escritas
- Antiquités Celtiques et Antédiluviennes
- Romances, Légendes et Ballades
- Chants Armoricains ou Souvenirs de Basse-Bretagne
- Opinions de M Christophe, quispe. Sur la Liberté du Commerce.
- Opinions de M Christophe, II. Voyage Commercial et Philosophique.
- Opinions de M Christophe, III. M. Christophe à la Préfecture.
- Opinions de M Christophe, IV. Le Dernier Jour d'un Homme.
- Satires, Contes et Chansonettes
- Petit Glossaire, Esquisses de Moeurs Administratives.
- De La Création, Essai sur L'Origine et la Progression des Êtres
- Petites Solutions des Grands Mots
- Hommes et Choses
- Sujets Dramatiques
- Emma ou Quelques Lettres du Femme
- Voyage a Constantinople.
- Voyage en Danemarck, en Suède, etc.
- Voyage en Espagne et en Algérie.